# Ếch giun dài
Ếch giun dài (danh pháp hai phần: Ichthyophis elongatus) là một loài ếch giun thuộc chi Ichthyophis, họ Ếch giun. Đây là một loài động vật đặc hữu của Sumatra, Indonesia. Môi trường sinh sống của chúng ở các khu vực nhiệt đới và cận nhiệt đới, trong các ao hồ, sông, các vùng đất nông nghiệp ngập nước theo mùa. Loài này đang bị đe doạ vì mất nơi sinh sống phù hợp.